# Qualtingers Wien
Pour plus de détails, voir Fiche technique et Distribution.
Qualtingers Wien (en français, Le Vienne de Qualtinger) est un film autrichien réalisé par Harald Sicheritz sorti en 1997.
Il s'agit d'une adaptation de sketchs de Helmut Qualtinger. Parmi les 80 sketchs écrits dans les années 1960 et 1970, les scénaristes Alfred Dorfer et Harald Sicheritz en ont adapté une vingtaine pour faire une histoire cohérente sans toutefois modifier les textes originaux. La base est Im Prater blüh’n wieder die Bäume que l'auteur a écrit pour lui-même et sa femme Vera Borek (de). Ils sont tenus par Borek elle-même et Alfred Dorfer.

## Synopsis
Le cynique et mécontent Hansi pousse Gucki, sa mère qui a du mal à marcher et à parler, dans son fauteuil roulant à travers la ville. Dans ses monologues, il souhaite plusieurs fois qu'elle meurt - peu après ils traversent sur une voie ferrée, il annonce qu'il va la laisser ici jusqu'à ce qu'un train arrive.
Cette promenade s'étale sur 24 heures et pendant ce temps, on croise les différents personnages inventés par Qualtinger : un postier ivre, deux policiers incorruptibles, des artistes, des commerçants du Prater, des prostituées, des chanteurs de schlager, un marchand de saucisse, un homme politique corrompu, un avocat, un médecin...

## Fiche technique
- Titre original : Qualtingers Wien
- Réalisation : Harald Sicheritz assisté de Claudia Jüptner
- Scénario : Alfred Dorfer, Harald Sicheritz
- Musique : Peter Herrmann et Lothar Scherpe
- Direction artistique : Georg Resetschnig
- Costumes : Erika Navas (de)
- Photographie : Helmut Pirnat (de)
- Son : Walter Fiklocki
- Montage : Ingrid Koller (de)
- Production : Kurt Mrkwicka
- Sociétés de production : MR Film (de)
- Pays d'origine :  Autriche
- Langue : allemand autrichien
- Format : Couleur - 1,66:1 - Mono - 35 mm
- Genre : Comédie dramatique
- Durée : 90 minutes
- Dates de sortie :
  -  Autriche : 1997.

## Distribution
- Alfred Dorfer : Hansi
- Vera Borek (de) : Gucki
- Roland Düringer : Le médecin
- Wolfgang Böck : Le comédien
- Ingrid Burkhard : Tante Fritzi
- Ottfried Fischer : L'époux
- Otto Grünmandl (de) : Le professeur
- Andrea Händler : La patiente
- Wolfgang Hübsch : Le conseiller municipal
- Karl Markovics : L'avocat
- Erni Mangold : La fée du Prater
- Louise Martini : La maîtresse de maison
- Marianne Mendt : La meurtrière
- Fritz Muliar : Le secrétaire d'État
- Reinhard Nowak : Nowak
- Nikolaus Paryla (de) : Le solitaire
- Hanno Pöschl : Le commandant
- Lukas Resetarits (de) : Le postier
- Kurt Sobotka (de) : Le chef
- Bibiana Zeller : Sophie
- Beatrice Frey : Lina
- Wolf Bachofner : Walter
- Dolores Schmidinger (de) : La putain